# おひつじ座60番星
おうし座60番星（おうしざ60ばんせい）は、おひつじ座に位置する恒星。「おうし座60番星」はフラムスティード名。視等級は6.14で、肉眼で見るのは容易ではない。年周視差が9.57±0.05 ミリ秒で、太陽から341光年 (105パーセク) の距離にあることになる。太陽中心の視線速度は+24 km/sで、地球から徐々に遠ざかっている。
この恒星は、年老いた巨星で、スペクトル分類はK3 IIIであり、中心核で水素を使い果たし、半径は太陽の11倍。年齢は53億歳で、質量は太陽の1.36倍。光度は太陽の49倍で、このエネルギーは有効温度4,449 Kで光球から放射され、その温度から橙色に輝くK型星となっている。